# Championnat d'Angleterre de football 1912-1913
Navigation
Édition précédente Édition suivante
La 25e édition du championnat d'Angleterre de football est remportée par Sunderland AFC.  C’est le cinquième titre de champion d’Angleterre. Aston Villa termine deuxième en ayant subi moins de défaite que le vainqueur.
Sunderland est battu en finale de la Cup et perd ainsi la possibilité de réaliser le doublé.
Le système de promotion/relégation reste en place : descente et montée automatique, sans matchs de barrage pour les deux derniers de première division et les deux premiers de deuxième division. Notts County et Woolwich Arsenal descendent en deuxième division. Ils sont remplacés pour la saison 1913/14 par Burnley et Preston North End.
David McLean, joueur de The Wednesday, avec 30 buts, termine meilleur buteur du championnat.

## Les clubs de l'édition 1912-1913
| Club                                      | Ville               |
| ----------------------------------------- | ------------------- |
| Aston Villa Football Club                 | Birmingham          |
| Blackburn Rovers Football Club            | Blackburn           |
| Bolton Wanderers Football Club            | Bolton              |
| Bradford City Association Football Club   | Bradford            |
| Chelsea Football Club                     | Londres             |
| Derby County Football Club                | Derby               |
| Everton Football Club                     | Liverpool           |
| Liverpool Football Club                   | Liverpool           |
| Manchester City Football Club             | Manchester          |
| Manchester United Football Club           | Manchester          |
| Middlesbrough Football Club               | Middlesbrough       |
| Newcastle United Football Club            | Newcastle upon Tyne |
| Notts County Football Club                | Nottingham          |
| Oldham Athletic Association Football Club | Oldham              |
| Sheffield United Football Club            | Sheffield           |
| Sunderland Association Football Club      | Sunderland          |
| Tottenham Hotspur Football Club           | Londres             |
| The Wednesday                             | Sheffield           |
| West Bromwich Albion Football Club        | Birmingham          |
| Woolwich Arsenal                          | Londres             |

## Classement
| Rang | Équipe               | Pts | J  | G  | N  | P  | Bp | Bc | Diff |
| ---- | -------------------- | --- | -- | -- | -- | -- | -- | -- | ---- |
| 1    | Sunderland           | 54  | 38 | 25 | 4  | 9  | 86 | 43 | +43  |
| 2    | Aston Villa          | 50  | 38 | 19 | 12 | 7  | 86 | 52 | +34  |
| 3    | The Wednesday        | 49  | 38 | 21 | 7  | 10 | 75 | 55 | +20  |
| 4    | Manchester United    | 45  | 38 | 19 | 8  | 11 | 69 | 43 | +26  |
| 5    | Blackburn Rovers     | 44  | 38 | 16 | 13 | 9  | 79 | 43 | +36  |
| 6    | Manchester City      | 42  | 38 | 18 | 8  | 12 | 53 | 37 | +16  |
| 7    | Derby County         | 42  | 38 | 17 | 8  | 13 | 69 | 66 | +3   |
| 8    | Bolton Wanderers     | 42  | 39 | 16 | 10 | 12 | 62 | 63 | -1   |
| 9    | Oldham Athletic      | 42  | 38 | 14 | 14 | 10 | 50 | 55 | -5   |
| 10   | West Bromwich Albion | 38  | 38 | 13 | 12 | 13 | 57 | 50 | +7   |
| 11   | Everton              | 37  | 38 | 15 | 7  | 16 | 48 | 54 | -6   |
| 12   | Liverpool            | 37  | 38 | 16 | 5  | 17 | 61 | 71 | -10  |
| 13   | Bradford City        | 35  | 38 | 12 | 11 | 15 | 50 | 60 | -10  |
| 14   | Newcastle United     | 34  | 38 | 13 | 8  | 17 | 47 | 47 | 0    |
| 15   | Sheffield United     | 34  | 38 | 14 | 6  | 18 | 56 | 70 | -14  |
| 16   | Middlesbrough        | 32  | 38 | 11 | 10 | 17 | 55 | 69 | -14  |
| 17   | Tottenham Hotspur    | 30  | 38 | 12 | 6  | 20 | 45 | 72 | -27  |
| 18   | Chelsea              | 28  | 38 | 11 | 6  | 21 | 51 | 73 | -22  |
| 19   | Notts County         | 23  | 38 | 7  | 9  | 22 | 28 | 56 | -28  |
| 20   | Woolwich Arsenal     | 18  | 38 | 3  | 12 | 23 | 26 | 74 | -48  |

|  | Champion d'Angleterre |
|  | Relégation            |

### Meilleur buteur
- David McLean, The Wednesday,  25 buts

## Bilan de la saison
| Tableau d'Honneur                    |                  |
| Compétition                          | Vainqueur        |
| Championnat d'Angleterre de football | Sunderland       |
| Coupe d'Angleterre de football       | Aston Villa      |
| Charity Shield                       | Blackburn Rovers |

| Promotions et relégations |                               |
| Promus                    | Preston North End Burnley     |
| Relégués                  | Notts County Woolwich Arsenal |

## Sources
- Classement sur rsssf.com